# زمین‌لرزه ۱۹۷۶ صباح
زمین‌لرزه ۱۹۷۶ صباح (انگلیسی: 1976 Sabah earthquake) در ساعت ۱۰:۵۶ دقیقه صبح روز ۲۶ ژوئیه، نزدیک لاهاد داتو در شرق ایالت صباح، مالزی رخ داد. این زمین لرزه با بزرگای ۶٫۳ ریشتر، یکی از قویترین زمین لرزه‌ها در مالزی است که توسط دستگاه لرزه‌نگاری به ثبت رسیده است.